# HD 185018
HD 185018，又名BD+10 3984，SAO 105045、HR 7456，是一颗恒星，视星等为5.98，位于銀經48.18，銀緯-4.75，其B1900.0坐标为赤經19h 32m 9.1s，赤緯+11° -4.75′ 0″。